# Tenthredo
Genre
Tenthredo est un genre d'insectes de la famille des Tenthredinidae. Il regroupe des hyménoptères symphytes dont certains sont appelés Tenthrèdes.

## Quelques espèces
- Tenthredo crassa Scopoli = Tenthredo albicornis
- Tenthredo amoena Gravenhorst
- Tenthredo arcuata Forster
- Tenthredo atra Linnaeus - Tenthrède noire
- Tenthredo balteata Klug
- Tenthredo bifasciata Müller - Tenthrède bifasciée
- Tenthredo brevicornis Konow
- Tenthredo campestris Linnaeus
- Tenthredo caucasica cinctaria Enslin
- Tenthredo colon Klug
- Tenthredo distinguenda Stein
- Tenthredo fagi Panzer
- Tenthredo ferruginea Schrank
- Tenthredo livida Linnaeus
- Tenthredo maculata Geoffroy - Tenthrède maculée
- Tenthredo mandibularis Fabricius
- Tenthredo marginella Fabricius
- Tenthredo thomsoni Curtis
- Tenthredo mesomela Linnaeus - Tenthrède commune
- Tenthredo mioceras Enslin
- Tenthredo moniliata Klug
- Tenthredo notha Klug - Tenthrède commune
- Tenthredo obsoleta Klug
- Tenthredo olivacea Klug
- Tenthredo omissa Foerster
- Tenthredo neobesa Zombori = Tenthredo pseudorossi Taeger
- Tenthredo scrophulariae Linnaeus - Tenthrède de la Scrofulaire
- Tenthredo solitaria Scopoli
- Tenthredo temula Scopoli = Tenthredo celtica Benson
- Tenthredo velox Fabricius
- Tenthredo vespa Retzius - Tenthrède Guêpe
- Tenthredo zonula Klug